# Asiephialtites
Asiephialtites (лат.) — ископаемый род перепончатокрылых насекомых семейства Ephialtitidae (Stephanoidea) из подотряда стебельчатобрюхие. Юрский период, Казахстан и Китай.

## Описание
Мелкие и среднего размера ископаемые перепончатокрылые (длина около 4-8 мм). Усики тонкие, состоят из 17-20 члеников. Наибольшая ширина брюшка у середины длины. Переднее крыло с развитыми 3r-m и 2m-cu, в то же время a1-a2 отсутствует. Заднее крыло с открытой r-ячейкой. Яйцеклад длиной меньше тела, но длиннее чем брюшко. Найдены в ископаемых остатках юрского периода Казахстана (Каратау) и северо-восточного Китая, провинция Внутренняя Монголия (Daohugou Formation, около 160 млн лет).

## Систематика
Род Asiephialtites был впервые описан в 1975 году российским энтомологом А. П. Расницыным (Палеонтологический институт РАН, Москва) по ископаемым отпечаткам из Каратау (Казахстан). Включён в состав семейства †Ephialtitidae (Apocrita). Среди сестринских таксонов рассматриваются Acephialtitia, Cratephialtites, Ephialtites, Praeproapocritus, Proapocritus.

### Список видов
- †Asiephialtites lini Rasnitsyn and Zhang, 2010[2]
- †Asiephialtites niger Rasnitsyn, 1975[1]
- †Asiephialtites oviventer Rasnitsyn, 1975[1]
- †Asiephialtites seticornis Rasnitsyn, 1975[1]
- †Asiephialtites ventricosus Rasnitsyn, 1975[1]